# Sisyra turneri
Sisyra turneri is een insect uit de familie sponsvliegen (Sisyridae), die tot de orde netvleugeligen (Neuroptera) behoort. 
Sisyra turneri is voor het eerst wetenschappelijk beschreven door Tillyard in 1916.